# Blåbärssandbi
Blåbärssandbi (Andrena lapponica) är en art i insektsordningen steklar som tillhör överfamiljen bin och familjen grävbin. Arten kallas även lingonsandbi.

## Beskrivning
Blåbärssandbiets hona har  svarta hår på huvudet, med en inblandning av ljusbruna hår upptill, kring de mörkbruna antennernas baser. På mellankroppen har hon orangebrun päls med delvis vit behåring på sidorna. På bakkroppen har tergiterna 1 och 2 långa, orange hår hos unga individer, men de nöts och bleks hos äldre individer. Resten av bakkroppen har bara glesa, ljusa hår, samt hårfransar längs bakkanterna. Det bakersta låret har kraftig, vit päls och en lång, vit hårfrans som används för polleninsamling. Kroppslängden är 11 till 12 mm.
Hanens huvud har ett smalt, svart hårband under facettögonen, och vitaktiga hår på clypeus (munskölden). Käkarna är påtagligt långa, och.antennerna är mörka. På ovansidan har mellankroppen blekorange päls som bleknar hos äldre individer, medan undersidan är övervägande vit. På bakkroppen har tergiterna 1 och 2 långa, glesa, blekorange hår som nöts och bleks hos äldre individer. Resten av bakkroppen har bara glesa, mörka hår. Hanen är tydligt mindre än honan, med en kroppslängd på 9 till 10 mm.

## Ekologi
Blåbärssandbiet lever i skogar och skogsbryn, på myrar, hedar och bergsområden. Arten är specialiserad på odonsläktet inom familjen ljungväxter, då framför allt blåbär men även lingon, odon och tranbär. Den har dock setts på växter från andra familjer, som käringtand i familjen ärtväxter, krusbär i ripsväxter, hallon i rosväxter, teveronika i grobladsväxter samt maskrosor i korgblommiga växter.
Arten flyger från slutet av april till juli/augusti i norra delen av sitt utbredningsområde. På kontinenten flyger den från maj till juni, fram till augusti i bergen.

### Fortplantning
Som alla sandbin gräver blåbärssandbiet ut larvbon i marken, där de enskilda cellerna fylls med pollen varefter ett ägg läggs i cellen. Biet är solitärt, och bona grävs ut ensamma och inte kolonivis, vilket annars är vanligt bland många solitära sandbin. De kan parasiteras av boparasiterna hallongökbi och små former av skogsgökbi, som lägger ägg i blåbärssandbiets larvceller. När larverna kläcks dödar de först värdägget eller -larven, och lever sedan på den insamlade näringen.

## Utbredning
Blåbärssandbiet finns från Irland i väster över Storbritannien, Mellan- och Nordeuropa till Japan. Söderut når den Ukraina och bergen i Spanien.
I Finland är arten spridd över hela landet, från Åland och sydkusten till norra Lappland.
I Sverige är arten också spridd över hela landet, även i fällvärlden, men den är sällsynt i Skåne och Blekinge.

## Status
Arten är klassificerad som livskraftig ("LC") både globalt, i Finland, och i Sverige.